# Valeria Kleiner
Valeria Kleiner (Lindau, 27 marzo 1991) è un'ex calciatrice tedesca, di ruolo difensore.

## Carriera

### Club
Kleiner inizia la sua carriera nel TSV Oberreitnau. In seguito gioca nel FC Wangen e poi nel VfB Friedrichshafen. Nel 2007 passa al Friburgo e il 19 agosto debutta in Frauen-Bundesliga nella partita contro il Saarbrücken. Nella stagione 2007-2008 è stata la giocatrice più giovane del Friburgo in Frauen-Bundesliga.
Nel marzo 2010, prima della fine della stagione, Kleiner ha firmato un contratto biennale con l'1. FFC Francoforte per unirsi alla  sua nuova squadra dalla stagione 2010-2011.
L'8 agosto 2013 viene annunciato il suo trasferimento dal club di Francoforte sul Meno al Bayern Monaco per rilanciare la sua carriera dopo il brutto infortunio al ginocchio che la ha tenuta ferma per molti mesi.
Il 31 agosto 2014, dopo un lungo periodo di riabilitazione, torna titolare nella massima divisione femminile tedesca debuttando con la sua nuova squadra, il Bayer Leverkusen.

### Nazionale
Il 31 ottobre del 2006 debutta nella Nazionale tedesca Under-17 contro le pari età della Francia. 
Nel maggio del 2008 ne diventa il capitano e la sua nazionale vince gli Europei femminili U-17 a Nyon. Viene anche selezionata nella Top 11 del torneo dall'UEFA.
Nel novembre del 2008 fa parte della Nazionale tedesca Under-19 che riesce a conquistare il terzo posto nel Mondiale U-19 disputato in Nuova Zelanda, battendo l'Inghilterra per 3-0. Nel 2010, a seguito dell'Europeo U-19 svoltosi in Macedonia, viene ancora una volta inserita dall'UEFA nella lista delle dieci giocatrici di maggior talento del torneo.
Nel giugno del 2010 Valeria Kleiner viene selezionata dalla selezionatrice della Nazionale tedesca Under-20 Maren Meinert per il mondiale femminile di calcio U-20 del quale la Germania è paese ospitante.

## Statistiche

### Presenze e reti nei club
Statistiche aggiornate al 12 aprile 2022.
| Stagione                  | Squadra                   | Campionato                | Campionato | Campionato | Coppe nazionali | Coppe nazionali | Coppe nazionali | Coppe continentali | Coppe continentali | Coppe continentali | Altre coppe | Altre coppe | Altre coppe | Totale | Totale |
| Stagione                  | Squadra                   | Comp                      | Pres       | Reti       | Comp            | Pres            | Reti            | Comp               | Pres               | Reti               | Comp        | Pres        | Reti        | Pres   | Reti   |
| ------------------------- | ------------------------- | ------------------------- | ---------- | ---------- | --------------- | --------------- | --------------- | ------------------ | ------------------ | ------------------ | ----------- | ----------- | ----------- | ------ | ------ |
| 2007-2008                 | Friburgo                  | BL                        | 17         | 0          | CG              | -               | -               |                    | -                  | -                  |             | -           | -           | 17     | 0      |
| 2008-2009                 | Friburgo                  | BL                        | 20         | 1          | CG              | 1               | 0               |                    | -                  | -                  |             | -           | -           | 21     | 1      |
| 2009-2010                 | Friburgo                  | BL                        | 9          | 0          | CG              | 1               | 0               |                    | -                  | -                  |             | -           | -           | 10     | 0      |
| Totale Friburgo           | Totale Friburgo           | Totale Friburgo           | 46         | 1          |                 | 2               | 0               |                    | -                  | -                  |             | -           | -           | 48     | 1      |
| 2010-2011                 | 1. FFC Francoforte        | BL                        | 6          | 0          | CG              | 2               | 0               | -                  | -                  | -                  | -           | -           | -           | 8      | 0      |
| 2011-2012                 | 1. FFC Francoforte        | BL                        | 0          | 0          | CG              | -               | -               | UWCL               | -                  | -                  |             | -           | -           | -      | -      |
| 2012-2013                 | 1. FFC Francoforte        | BL                        | 0          | 0          | CG              | -               | -               |                    | -                  | -                  |             | -           | -           | 36     | 31     |
| Totale 1. FFC Francoforte | Totale 1. FFC Francoforte | Totale 1. FFC Francoforte | 6          | 0          |                 | 2               | 0               |                    | -                  | -                  |             | -           | -           | 8      | 0      |
| 2013-2014                 | Bayern Monaco             | BL                        | 0          | 0          | CG              | -               | -               |                    | -                  | -                  |             | -           | -           | 0      | 0      |
| 2014-2015                 | Bayer Leverkusen          | BL                        | 5          | 0          | CG              | 1               | 0               |                    | -                  | -                  |             | -           | -           | 6      | 0      |
| Totale carriera           | Totale carriera           | Totale carriera           | 57         | 1          |                 | 5               | 0               |                    | -                  | -                  |             | -           | -           | 62     | 1      |

Nazionali Giovanili: 56 Presenze, 7 Reti

## Palmarès

### Club
- Coppa di Germania: 1

1. FFC Francoforte: 2010-2011

### Nazionale
- Campionato europeo femminile Under 17 di calcio: 1

2008
- Campionato mondiale femminile Under 20 di calcio: 1

2010

### Individuale
- Fritz-Walter-Medaille

 Bronzo 2008